# Dolmen von Gouarem al Lié

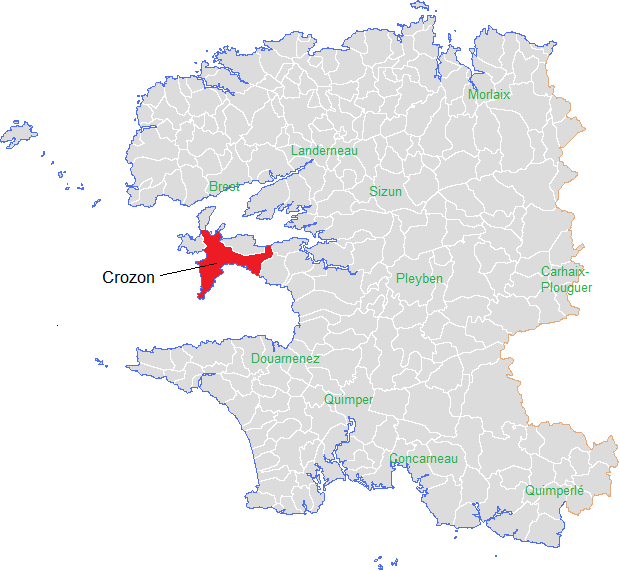
Halbinsel Crozon

Der Dolmen von Gouarem al Lié (auch Billic Gor-ar-Rible oder Dolmen de Saint Suliau genannt) liegt im Weiler Ker Mogador, nordwestlich von Plomodiern, bei Châteaulin, in der Nähe des Ménez-Hom in der Cornouaille im Département Finistère in der Bretagne in Frankreich. Dolmen ist in Frankreich der Oberbegriff für neolithische Megalithanlagen aller Art (siehe: Französische Nomenklatur).
Der Dolmen wurde von seinem ursprünglichen Standort entfernt und neben der Kapelle Saint Suliau zusammengebaut. Wegen der Unfallgefahr wurde er wieder zerlegt. Derzeit liegen die vier Steine am Boden. Der Deckstein misst 2,0 × 1,5 m und hat eine Dicke von 0,4 m.